# Ikast Håndbold
Cet article concerne un club féminin de handball. Pour le club masculin de handball, voir HC Midtjylland. Pour le club de football, voir FC Midtjylland.
Dernière mise à jour : 17 mars 2024.
L'Ikast Håndbold est un club féminin de handball basé à Ikast au Danemark.
La section de handball du Ikast FS est fondée en 20 juin 1970. En 1997, le club omnisports fusionne avec l'Herning Fremad pour créer le FC Midtjylland et la section de handball est alors nommée Ikast Bording Elitehåndbold  jusqu'en 2008 puis FC Midtjylland Håndbold jusqu'en 2018 et enfin Herning-Ikast Håndbold jusqu'en 2022.
L'équipe a remporté quatre Championnat du Danemark, six coupes d'Europe (deux C2, trois C3 et une C4) et une Supercoupe d'Europe.

## Palmarès
Compétitions internationales
- Coupe des vainqueurs de coupe (C2)
  - vainqueur en 2004 et 2015
- Ligue européenne (C3)
  - vainqueur en 2002, 2011 et 2023
  - finaliste en 2007
- Coupe des Villes (C4)
  - vainqueur en 1998
  - finaliste en 1997
- Supercoupe d'Europe
  - vainqueur en 1998

Compétitions nationales
- Championnat du Danemark
  - vainqueur (4) en 1998, 2011, 2013 et 2015
  - deuxième (6) en 1999, 2002, 2003, 2008, 2014, 2016 et 2019
- Coupe du Danemark
  - vainqueur (8) en 1991, 1999, 2000, 2002, 2013, 2015, 2016 et 2020
  - finaliste (6) en 1995, 2003, 2004, 2005, 2014 et 2017

## Effectif
L'effectif de la saison 2023–24 est :
- Gardiennes de but
  - 01  Irma Schjött
  - 12  Filippa Idéhn
  - 16  Andrea Austmo Pedersen
- Ailières gauches
  - 15  Emma Friis
  - 23  Trine Mortensen
- Ailières droites
  - 06  Cecilie Brandt
  - 08  Simone Böhme
  - 77  Line Mai Hougaard
- Pivots
  - 11  Sarah Iversen
  - 18  Maria Lykkegaard
  - 19  Amanda Loft Hansen
- Arrières gauches
  - 04  Julie Scaglione
  - 21  Ingvild Bakkerud
  - 51  Markéta Jeřábková
- Demi-centres
  - 09  Melissa Petrén
  - 14  Emma Lindqvist
  - 17  Simone Petersen
- Arrières droites
  - 07  Stine Skogrand 
  - 55  Caroline Søgaard

## Joueuses célèbres
En l'honneur des joueuses qui les portaient, un numéro de maillot a été retiré : 
- 3 : Tonje Kjærgaard (1992-2004)

Parmi les autres joueuses célèbres du club, on trouve :
| Joueuses danoises - Anja Andersen - Kristine Andersen - Mie Augustesen (2014-2019) - Louise Burgaard (2015-2019) - Karen Brødsgaard - Line Daugaard (1989-2000 et 2001-2010) - Sara Hansen - Trine Jensen - Line Jørgensen (2010-2015) - Henriette Rønde Mikkelsen - Karin Mortensen - Anja Nielsen - Anne Mette Pedersen (2009-2012 et 2017-2019) - Rikke Schmidt - Mette Sjøberg - Susan Thorsgaard (2008-2016) - Josephine Touray (2003-2005) - Trine Troelsen (2010-2014 et 2017-2019) | Joueuses étrangères - Ragnhild Aamodt - Johanna Ahlm (2015-2016) - Ida Alstad (2014-2015) - Linn Blohm (2016-2018) - Hanne Halén - Kjersti Grini (2000-2003) - Nycke Groot (2011-215) - Gro Hammerseng (2003-2010) - Kari-Anne Henriksen - Grit Jurack (2001-2003) - Veronica Kristiansen (2015-2018) - Narcisa Lecușanu - Tanja Milanović - Åsa Mogensen - Nodjialem Myaro (2002-2003) - Valérie Nicolas (2007-2008) - Tonje Nøstvold (2008-2011) - Katja Nyberg (2006-2010) - Beáta Siti - Camilla Thorsen |

## Galerie

Lors de la victoire en Ligue européenne 2022-2023
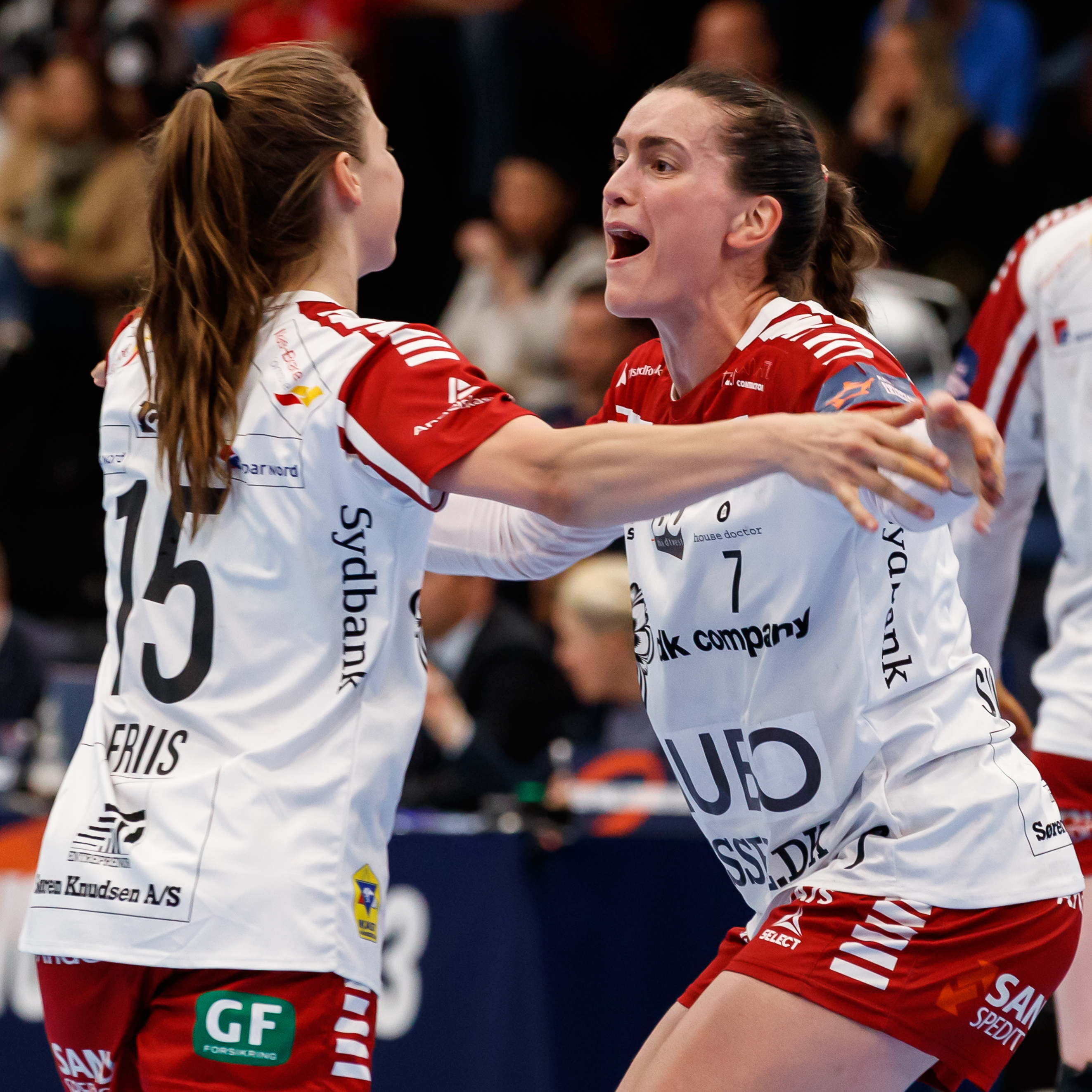
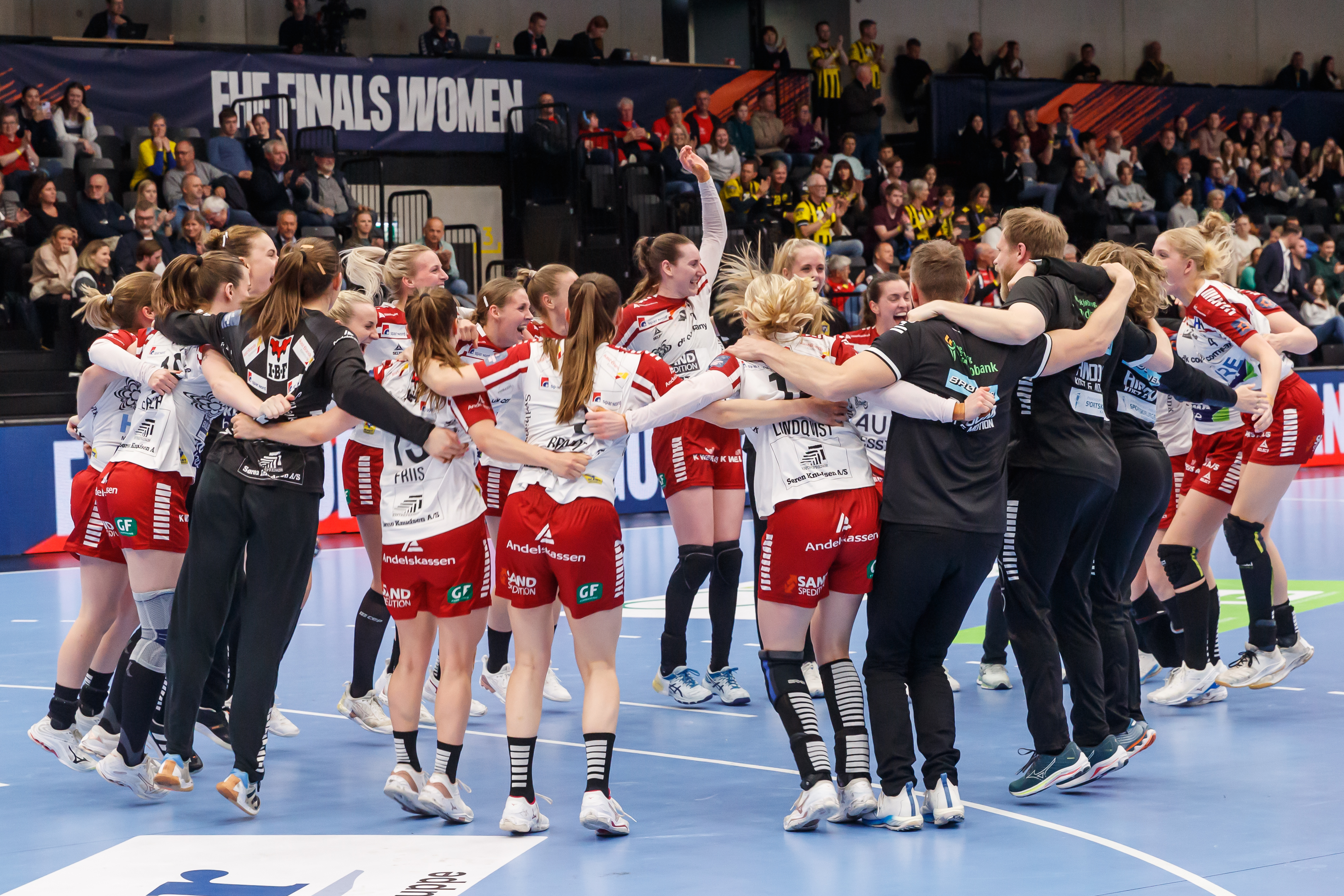
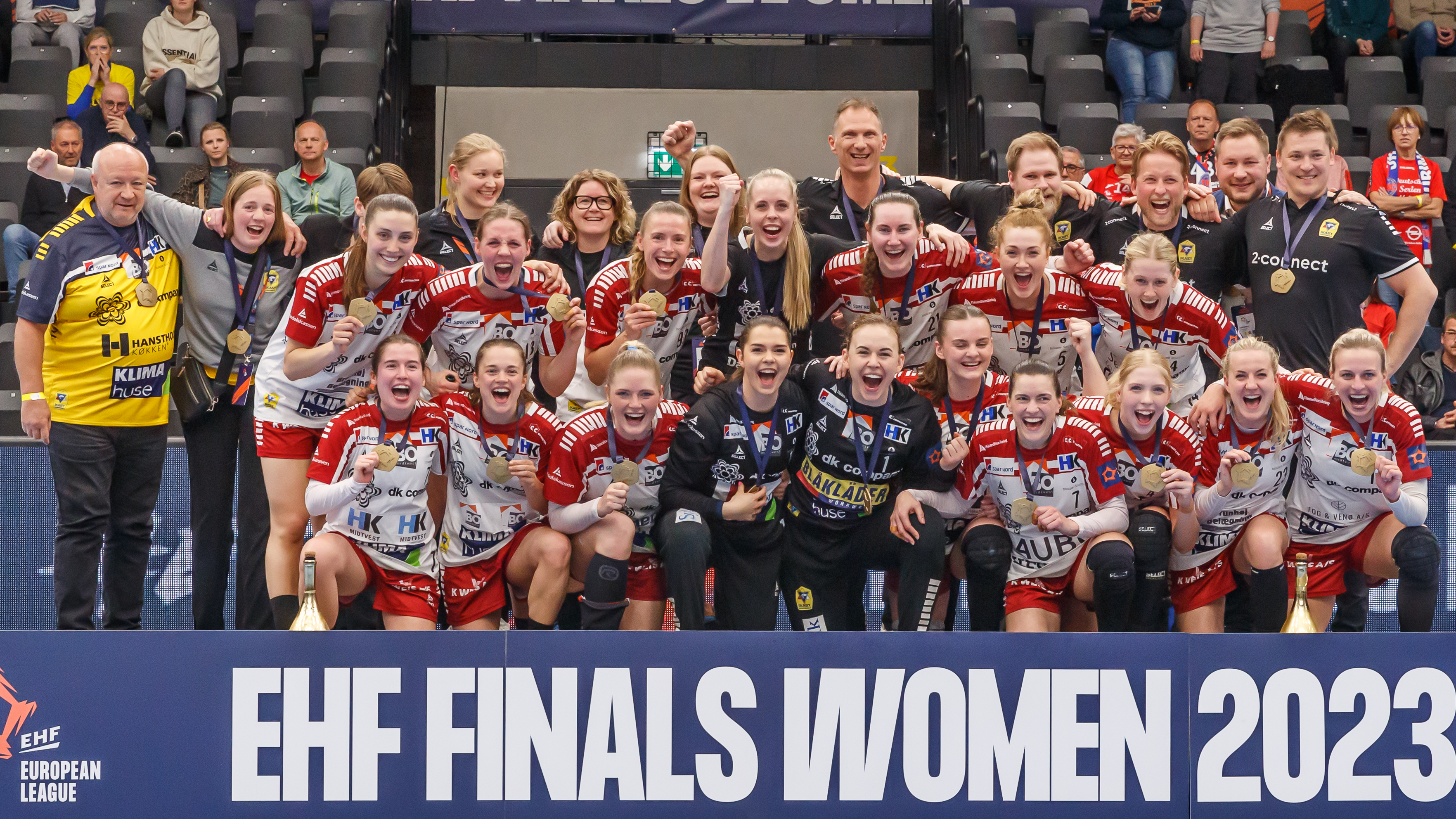